# The Chameleons
The Chameleons («Хамелеоны») — британская постпанк группа, образованная в 1981 году в Миддлтоне, Большой Манчестер, Англия.

## Состав
Коллектив состоял из певца и басиста Марка Берджесса, гитариста Рэга Смитиза, гитариста Дэйва Филдинга и барабанщика Джона Левера (заменившего первоначального барабанщика Брайана Шофилда). Основной состав квартета иногда расширялся за счёт клавишников Алистера Льютуэйта (Alistair Lewthwaite) и Энди Клегга в 1980-х годах, а также ударника-вокалиста Куаси Асантей (Kwasi Asante) в период реорганизации их коллектива (также барабанщик Мартин Джексон ненадолго заменял Левера в 1982-83 годах, когда последний находился в творческом отпуске).

## Дискография

### Альбомы
- 1983: Script of the Bridge (Statik; issued 1984 on MCA in the US; reissued 2008 as 25th Anniversary 2CD edition)
- 1985: What Does Anything Mean? Basically (Statik)
- 1986: Strange Times (Geffen) # 44 UK Albums Chart[2]
- 2000: Strip (Paradiso)
- 2001: Why Call It Anything? (Artful)
- 2002: This Never Ending Now (Paradiso)

### Концертные альбомы
- 1992: Tripping Dogs (Glass Pyramid)
- 1992: Here Today...Gone Tomorrow (Imaginary)
- 1993: Aufführung in Berlin (Imaginary)
- 1993: Free Trade Hall Rehearsal (Imaginary)
- 1996: Live at the Gallery Club Manchester (Visionary; reissued 2001 on Cherry Red)
- 1996: Live Shreds (Cleopatra)
- 2002: Live (Paradiso)
- 2003: Live at the Academy (Paradiso)

### Сборники
- 1986: The Fan and the Bellows (Hybrid)
- 1990: John Peel Sessions (Strange Fruit)
- 1992: Here Today...Gone Tomorrow (Imaginary)
- 1993: The Radio 1 Evening Show Sessions (Nighttracks)
- 1993: Dali's Picture/Live in Berlin (Imaginary)
- 1994: Northern Songs (Bone Idol)
- 1997: Return of the Roughnecks: The Best of the Chameleons (2CD) (Dead Dead Good)

### Синглы и пластинки
- 1982: "In Shreds"/"Less Than Human" (Epic)
- 1983: "Up the Down Escalator" (Statik; Germany)
- 1983: "Don't Fall" (Statik; France)
- 1983: "As High As You Can Go" (Statik)
- 1983: "A Person Isn't Safe Anywhere These Days" (Statik)
- 1985: "In Shreds"/"Nostalgia" [#11 UK Indie; Epic]
- 1985: "Singing Rule Britannia (While the Walls Close In)" [#2 UK Indie; Statik]
- 1986: The Wait Until Dark E.P.
- 1986: "Mad Jack" [Geffen]
- 1986: "Tears" [UK #85; Geffen]
- 1986: "Swamp Thing" [UK #82; Geffen]
- 1990: Tony Fletcher Walked on Water....La La La La La-La La-La-La (post-breakup EP, recorded in 1987; Glass Pyramid)